# 普莱西巴利松
普莱西巴利松（法語：Plessix-Balisson，法語發音：[plɛsi balisɔ̃]）是法国阿摩尔滨海省的一个旧市镇，位于该省东北部，属于迪南区。普莱西巴利松仅有0.08平方公里，曾是法国面积第二小的市镇。2017年1月1日，普莱西巴利松和相邻的另外2个市镇合并为新市镇滨海博赛（Beaussais-sur-Mer）。

## 地理
普莱西巴利松（48°32'15"N, 2°8'33"W）面积0.08 平方千米，位于法国布列塔尼大區阿摩尔滨海省，该省份为法国西北部沿海省份，位于布列塔尼半岛北部，北濒大西洋英吉利海峡，西接菲尼斯泰尔省，南至莫尔比昂省，东临伊勒-维莱讷省。
与普莱西巴利松接壤的市镇（或旧市镇、城区）包括：普卢巴莱。
普莱西巴利松的时区为UTC+01:00、UTC+02:00（夏令时）。

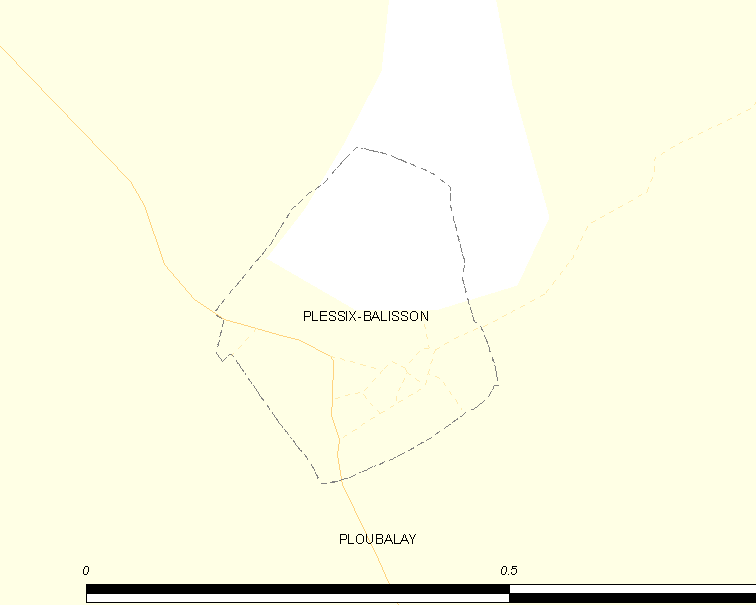
普莱西巴利松的OSM定位图

## 行政
普莱西巴利松的邮政编码为22650，INSEE市镇编码为22192。

## 政治
普莱西巴利松所属的省级选区为普莱兰-特里加武县。

## 人口

1962-2008年间普莱西巴利松人口变化图示

普莱西巴利松于2018年1月1日时的人口数量为93人。